# فينيل أسيتالدهيد
فينيل أسيتالدهيد (أو فينيل إيثانال) هو مركب عضوي صيغته الكيميائية C8H8O ويوجد على هيئة سائل عديم اللون.
يصنف المركب كيميائياً ضمن الألدهيدات؛ وهو من المنتجات الطبيعية.

## الوفرة الطبيعية

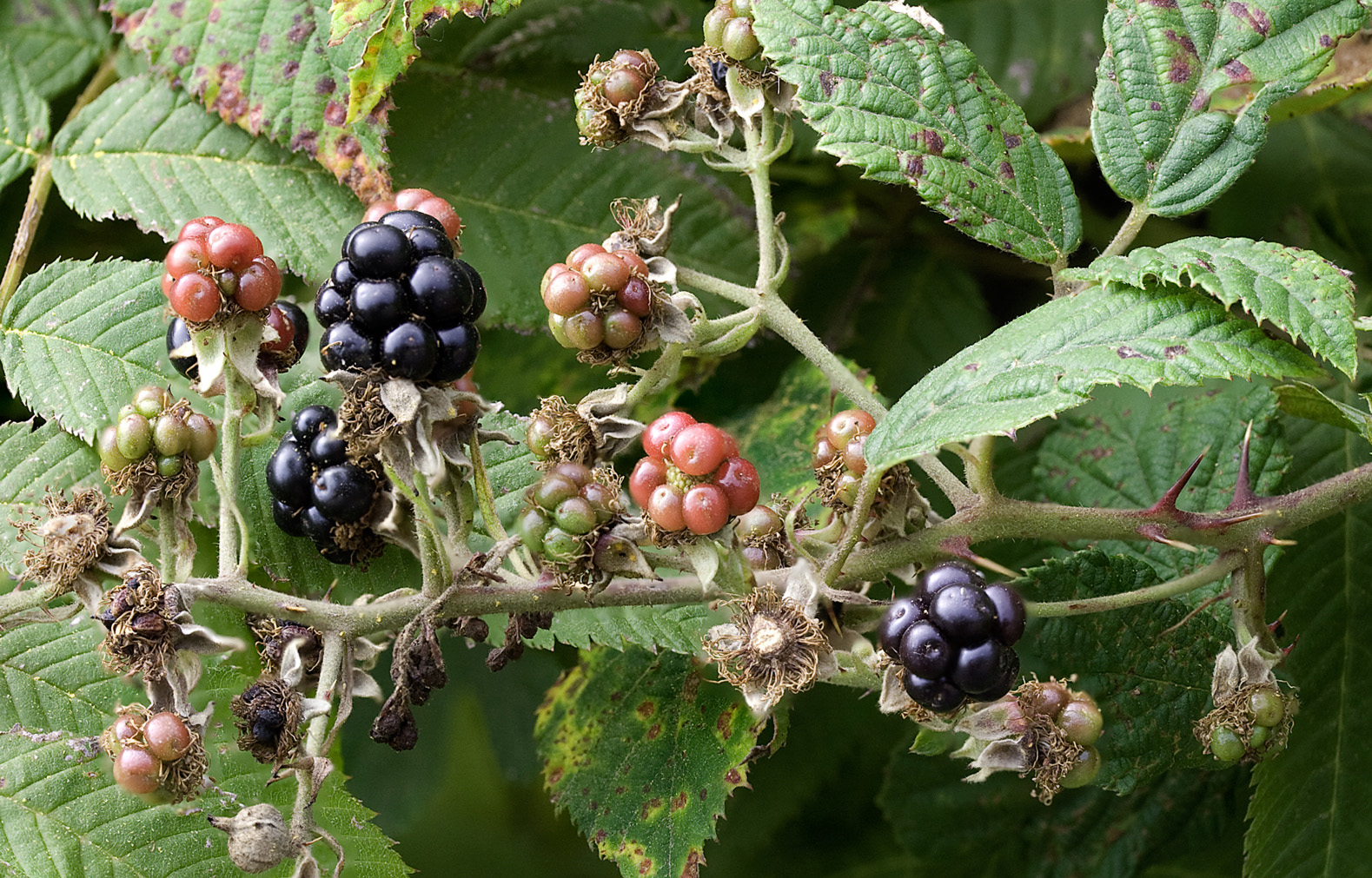
توت عليق

يوجد فينيل أسيتالدهيد طبيعياً في عدد من النباتات، لأنه يصطنع حيوياً من الحمض الأميني الشائع فينيل ألانين. يتوفر هذا المركب القرفة الحقيقية والحنطة السوداء والفاصولياء الشائعة. يوجد هذا المركب أيضاً في الشوكولاتة. بالإضافة إلى ذلك  فإن هذا المركب متواجد في توت العليق والتفاح والبطاطا والبطيخ والدراق والتمر الهندي والطماطم. كما يعد هذا المركب ذو الرائحة مكوناً في رائحة عدد من الأزهار والفيرومونات لعدد من الحشرات.

## التحضير
يحضر هذا المركب من تفاعل مصاوغة محفز حمضياً من أكسيد الستايرين؛ أو من إعادة ترتيب هوفمان لمركب سيناماميد؛ أو من أكسدة حلقي الأوكتاتترايين بمحلول مائي من كبريتات الزئبق الثنائي؛ أو من تحلل شتريكر للفينيل ألانين.

## الخواص
يتبلمر هذا المركب بسبب النشاط الكيميائي الكبير إلى سائل لزج، وله رائحة عطرة تشبه رائحة الرحيق أو العسل.

## الاستخدامات
يستخدم هذا المركب في تحضير العطور.